# Bergeni csata (1799)
A bergeni csata (vagy más néven az úgynevezett bergen–binneni csata) 1799. szeptember 19-én zajlott le a második koalíciós háború során. Francia–holland (batáviai) győzelmet eredményezett Brune és Daendels vezetésével az Észak-Hollandiában a yorki herceg vezetésével partraszálló orosz és brit seregek felett. A csatateret orosz emlékmű jelöli (1902).

## Előzmények
A yorki herceg szeptember 15-én partra szállt, és átvette a hadsereg parancsnokságát, aminek összesen mintegy 30 000 embere volt 1200 könnyűlovassal.
Ebben az időszakban a szövetségesek birtokában volt a fölény és az erő, úgy döntöttek, hogy döntő csapást próbálnak mérni a lehető leghamarabb a franciákra. A holland haderő kb. 12 000 embert számlált, de volt egy erősített pozíció Langedijk körül, a franciák kissé előrébb álltak 10 000 emberrel Alkmaar, Bergen, Schoorl és Egmond-aan-Zee között.
Szeptember 19-én a koalíciós fegyveres erők a yorki herceggel az élen, négy hadoszlopban, nyomultak előre Schagerbrug felé.
A brit és az orosz parancsnok észrevették, hogy a franciák védtelenül hagyták jobbszárnyukat, és egy nagyon erős pozíciót nem foglaltak el.

## A csata
Szemben minden észszerű elvárással, Sir Ralph Abercromby közvetlenül nem vett részt a csatában, ezért a szövetséges csapatok támadásban részt vevő összlétszáma nem haladta meg a 15 000–18 000 főt. Sir Ralph Abercromby hadserege menetelését szeptember 18-án este kezdte el, de az előny semmivé vált a rossz állapotú utak miatt, és Hoornhoz több órával később érkezett meg, mint várták. Ez a hadoszlop jelentős hatással lett volna az egész expedíció eredményére, csak akkor kísérelték volna meg, míg a yorki herceg vezeti a főerőt.
A csatát az orosz erők kezdték el szeptember 19-én nyolc órakor Bergen elfoglalásáért. Hiába vártak támogatást a brit szövetségesektől, akik még erre az időpontra nem sorakoztak fel a csatához, ebben szerepet játszott az a sajátos körülmény, hogy a brit és az orosz parancsnokok elhanyagolták az óráikat egyeztetni! Ennek eredményeképpen az orosz katonai erők gyorsan bekerítették a franciákat és Hermann és Zerebcov tábornok sok hadifoglyot ejtett, míg a csapataik kénytelenek voltak visszavonulni Bergenből és Schoorlba.
Ezt a falut Manner vezérőrnagy dandárja foglalta vissza, amit aztán megerősített két zászlóaljjal az oroszok D'Oyley dandárja,  és a 35. ezred William herceg parancsnoksága alatt. A csatát megváltoztatták  ezek a seregek, akik ugyan visszaverték az ellenséget, de a lőszerhiány és a csapatok kimerültsége visszavonulásra késztették őket a Petten és a Zijpe-csatorna felé.
Dundas altábornagy hadoszlopa hajnalban megtámadta Warmenhuizen falut, amikor az ellenség, erős tüzérséget helyezett ott el. Az oroszok három zászlóalja Szedmorackij vezérőrnaggyal az élen Krabbendamból érkezve hősiesen támadott a falu bal oldalán, az 1. őrezred jobbról avatkozott be a küzdelembe ugyanabban az időben. A települést tüzérségi tűz alatt tartották az akció végéig.
A bal középső hadoszlop, bár a Daendels tábornok vezette batáv (holland) hadsereg nagy részével állt szemben, legyőzött minden ellenállást és birtokba vette Oudkarspelt, így biztosítva a közvetlen előrenyomulást Alkmaarba. Sir Ralph Abercromby  ugyanolyan jól végezte el a feladatát, elfoglalta Hoorn városát, a Zuiderzee partján, és kedvező pozíciót foglalt el a további hadmozdulatokhoz. Mindezek ellenére, mivel a jobbszárnyon hibákat követtek el, ezért kénytelen volt csapataival újra elfoglalni a korábbi állásait.
A Bergent megtámadó hadoszlop több mint elegendő lett volna a város elfoglalásához, ha helyesen alkalmazták volna őket. Ez az oszlop létszámában meghaladta az ellenségét, de nem egy tömegben mozgott a tartományban, nem volt szárnya, és a hadműveletek többet ártottak maguknak, mint az ellenségnek.

## Következmények
Az újonnan kinevezett orosz főparancsnok, Mihail Kutuzov Szentpétervárra sietett, hogy átvegye az orosz katonai erők parancsnokságát, tanult Hamburg elvesztéséből, és a hadjárat alakulásából, azonnal igyekezett vissza Oroszországba.
A francia (republikánus) hadsereg újra birtokba vette a pozíciókat és az általános védelmi vonalak jobb oldalát elárasztották vízzel, így csak egyetlen út maradt, amelyen hadmozdulatokat lehetett volna végezni. Az Alkmaar és Zuiderzee közti területet kevesebb emberrel is meg lehetett védeni, és Amszterdam védte a szárazföldi oldalon. A hadsereg többi része, amelyet erősítettek, Langedijk és a tenger között összpontosult, és Oudkarspel erődjét kiegészítő építési munkákkal erősítették meg, valamint elárasztással. A következő nagy csatára Castricumnál került sor október 6-án.

## Fordítás
- Ez a szócikk részben vagy egészben  a   Battle of Bergen (1799) című angol Wikipédia-szócikk fordításán alapul.  Az eredeti cikk szerkesztőit annak laptörténete sorolja fel. Ez a jelzés csupán a megfogalmazás eredetét és a szerzői jogokat jelzi, nem szolgál a cikkben szereplő információk forrásmegjelöléseként.